# Gutierre Peláez de Alderete
Gutierre Peláez (de) Alderete (c.1030 -?) fue un noble medieval del Reino de León y progenitor de la Casa de Silva. El conde Pedro en su Libro de los Linajes inicia la sucesión de la Casa de Silva en Gutierre. Fue señor del castillo de Alderete y señor de la Torre y Quinta da Silva. Según Juan Baptista Lavaña, Gutierre acompañó a Fernando I «el Magno», rey de León y Castilla, en la conquista de Coímbra en 1064. Además, Salazar de Mendoza sitúa a Gutierre entre los ricos-hombres del rey Alfonso VI de León, llamándolo «Gutierre Aldret».

## Escudo de armas
Escudo de plata, con león morado, armado y lengüeta azul, cimera con león similar al del escudo.  Los Silva de las dos grandes casas de España, la de Cifuentes y la de Pastrana, utilizan un León coronado en oro como referencia a la ascendencia real.
Anselmo Braamcamp Freire afirma en su libro Brasões da Sala de Sintra que el hecho de que la Casa de Silva tenga el mismo escudo de armas que la casa real de León es una mera coincidencia. Sin embargo, esto es muy dudoso porque la función de la figura en el escudo era todo menos vanidosa. El escudo de armas era el medio para reconocer al oponente en el campo de batalla y por eso era de vital importancia llevar un escudo familiar reconocible. Por lo tanto, es poco probable que un señor feudal pueda usar casualmente el mismo escudo de armas que su rey en el campo de batalla sin una explicación legítima. Por supuesto, en este caso la coincidencia puede quedar prácticamente excluida.

## Relaciones familiares
Era hijo de Pelayo Peláez y Muniadona «Mayor» González y hermano de Gonzalo Peláez, el conde rebelde, y María Peláez. Se desconoce el nombre de la esposa o esposas de Gutierre, pero sabemos que sólo tuvo un hijo:
- Pelayo Guterres da Silva  (c.1050-?), casado con Adosinda Ermígues, bisnieta del príncipe infante Lovesendo Ramírez y tataranieta del rey Ramiro II de León.